# Deadline Hollywood
Deadline Hollywood, comunemente noto come Deadline e chiamato anche Deadline.com, è un sito di notizie online fondato come il blog di notizie Deadline Hollywood Daily da Nikki Finke nel 2006. Il sito viene aggiornato più volte al giorno, con al centro le novità dell'industria dell'intrattenimento. È un marchio di Penske Media Corporation dal 2009.

## Storia
Deadline è stato fondato da Nikki Finke, la quale ha iniziato a scrivere una serie di colonne sul LA Weekly chiamate Deadline Hollywood, a partire dal giugno 2002. Ha iniziato il blog Deadline Hollywood Daily (DHD) nel marzo 2006 come versione online della sua rubrica. È stato lanciato ufficialmente come sito web di informazioni sul mercato dell'intrattenimento nel 2006. Il sito è diventato uno dei siti più seguiti da Hollywood, entro il 2009.
Nel 2009, Finke ha venduto Deadline a Penske Media Corporation (allora Mail.com Media) per una somma a sette cifre. A Finke è stato inoltre assegnato un contratto di lavoro di cinque anni, indicato dal Los Angeles Times come "da milioni di dollari", nonché parte delle entrate del sito. Nel settembre 2009, l'URL è stato cambiato in Deadline.com e il nome del sito in Deadline Hollywood.
La pubblicazione si è estesa a New York nel 2010 con l'assunzione del reporter di Variety Mike Fleming Jr. come nuovo editore di Deadline New York, editore del Financial Times Tim Adler alla guida di Deadline London, e Nellie Andreeva per la copertura televisiva del sito come "redattore capo, TV". Finke è rimasto l'editore di Deadline Hollywood fino al 2013. Nel novembre 2013 Finke ha lasciato Deadline dopo un lungo disaccordo tra sé e Penske, che aveva acquistato Variety, una rivista commerciale e un sito web concorrenti.